# LEGO Jurassic World
LEGO Jurassic World is een action-adventurespel, ontwikkeld door Traveller's Tales en uitgebracht door Warner Bros. Interactive Entertainment. Het computerspel kwam op 12 juni 2015 voor het eerst uit. Sindsdien is het beschikbaar gekomen voor PlayStation 3, PlayStation 4, PlayStation Vita, Nintendo 3DS, Nintendo Switch, Wii U, Xbox One, Xbox 360 en pc. Op 1 april 2016 werd het beschikbaar voor Android en iOS.

## Gameplay
Het verhaal en de gameplay is gebaseerd op de vier Jurassic Park-films: Jurassic Park, The Lost World: Jurassic Park, Jurassic Park III en Jurassic World. In totaal bevat het spel 20 levels, waarbij telkens 5 levels per film voorzien zijn. Elk personage heeft in het spel zijn eigen unieke krachten. Naast het besturen van personages, kan de speler ook als verschillende dinosauriërs spelen. De personages, dino's, voorwerpen en omgeving zijn opgebouwd uit LEGO-stenen.

### Stemmen
Hoewel de meeste stemmen van de personages rechtstreeks afkomstig zijn van geluidsfragmenten uit de films, werden voor enkele personages extra stemopnames gebruikt.
- Troy Baker – verzorger van velociraptors
- John Eric Bentley – Ray Arnold
- JB Blanc – Roland Tembo
- Vincent D'Onofrio – Vic Hoskins
- Jimmy Fallon – zichzelf
- Ali Hillis – paleontologie-assistent
- James Horan – graver
- Bryce Dallas Howard – Claire Dearing
- Jake Johnson – Lowery
- Josh Keaton – Billy Brennan
- Irrfan Khan – Simon Masrani
- Lauren Lapkus – Vivian
- Nolan North – Lewis Dodgson
- Liam O'Brien – Peter Ludlow
- Chris Pratt – Owen Grady
- Nick Robinson – Zach Mitchell
- Ty Simpkins – Gray Mitchell
- Peter Stormare – Dieter Stark
- Omar Sy – Barry
- Fred Tatasciore – Dennis Nedry, dinosauriërsverblijfmedewerker Ray
- B.D. Wong – Dr. Henry Wu
- Martin Ferrero – Donald Gennaro
- Richard Schiff – Eddie Carr

### Dinosauriërs
Onderstaande dinosauriërs en pterosauriërs komen in het spel voor, en kunnen door de speler bestuurd worden:
- Gallimimus
- Triceratops
- Dilophosaurus
- Velociraptor
- Tyrannosaurus
- Stegosaurus
- Compsognathus
- Parasaurolophus
- Apatosaurus
- Brachiosaurus
- Corythosaurus
- Baryonyx
- Troodon
- Pteranodon
- Spinosaurus
- Pachycephalosaurus
- Ankylosaurus
- Indominus rex
- Dimorphodon
- Mosasaurus